# Stalag VIII B
Stalag VIII B (w końcu 1943 r. przemianowany na Stalag 344 Lamsdorf) – niemiecki obóz jeniecki w Lamsdorf (pol. Łambinowice). 

## Historia
Istniał od września 1939 do marca 1945 roku. Po zakończeniu II wojny światowej służył jako obóz pracy dla ludności niemieckiej. W 1943 w Prudniku funkcjonowało komando pracy E 706 obozu Lamsdorf dla jeńców brytyjskich.
W tym samym miejscu istniały również obozy jenieckie podczas wojny francusko-pruskiej oraz I wojny światowej. 
Podczas II wojny światowej obóz został wyzwolony przez Armię Czerwoną w dniach z 17 na 18 marca 1945 roku.
Po zakończeniu II wojny światowej na podstawie rozporządzenia Aleksandra Zawadzkiego nieopodal dawnego obozu jenieckiego zorganizowany został nowy obóz - miejsce przetrzymania oraz pracy (Obóz Pracy w Łambinowicach) dla ludności niemieckiej. Internowano tu m.in. pozostałą po wojnie niemiecką ludność cywilną, która oczekiwała na przesiedlenie do zachodniej części Niemiec.
Pamięć zmarłych i zabitych upamiętnia Pomnik Pomordowanych Jeńców. Istnieje także Centralne Muzeum Jeńców Wojennych, prowadzące badania nad losem jeńców w stalagach oraz ofiar obozu.